# Punta Leech
Punta Leech (in Argentinien Punta Peñascos von spanisch peñascos ‚Felsen, Felsbrocken‘) ist eine Landspitze im nördlichen Teil der Fildes-Halbinsel von King George Island im Archipel der Südlichen Shetlandinseln. Sie ragt 1,55 km östlich des Suffield Point in die Maxwell Bay hinein.
Chilenische Wissenschaftler benannten sie nach dem US-amerikanischen Entomologen Robert E. Leech, Teilnehmer an der 22. Chilenischen Antarktisexpedition (1967–1968).